# Herrarnas K-1 1000 meter i kanotsport vid olympiska sommarspelen 2000
Herrarnas K-1 1000 meter vid olympiska sommarspelen 2000 hölls på Sydney International Regatta Centre i Sydney. 

## Medaljörer
| Gren            | Guld               | Silver                 | Brons                       |
| K-1, 1000 meter | Knut Holmann Norge | Petar Merkov Bulgarien | Tim Brabants Storbritannien |

## Resultat

### Heat
| Heat 1 av 4 Datum: Tisdagen den 26 september 2000 | Heat 1 av 4 Datum: Tisdagen den 26 september 2000 | Heat 1 av 4 Datum: Tisdagen den 26 september 2000 | Heat 1 av 4 Datum: Tisdagen den 26 september 2000 | Heat 1 av 4 Datum: Tisdagen den 26 september 2000 | Heat 1 av 4 Datum: Tisdagen den 26 september 2000 |
| Placering                                         | Totalt                                            | Kanotist                                          | Nation                                            | Tid                                               | Kval                                              |
| ------------------------------------------------- | ------------------------------------------------- | ------------------------------------------------- | ------------------------------------------------- | ------------------------------------------------- | ------------------------------------------------- |
| 1                                                 | 3                                                 | Lutz Liwowski                                     | Tyskland                                          | 3:36.404                                          | QS                                                |
| 2                                                 | 10                                                | Roland Kökény                                     | Ungern                                            | 3:38.066                                          | QS                                                |
| 3                                                 | 11                                                | Petar Merkov                                      | Bulgarien                                         | 3:38.234                                          | QS                                                |
| 4                                                 | 13                                                | Jacopo Majochi                                    | Italien                                           | 3:39.176                                          | QS                                                |
| 5                                                 | 16                                                | Anders Svensson                                   | Sverige                                           | 3:40.190                                          | QS                                                |
| 6                                                 | 18                                                | Vaidas Mizeras                                    | Litauen                                           | 3:40.202                                          | QS                                                |
| 7                                                 | 24                                                | Anton Ryakhov                                     | Uzbekistan                                        | 3:43.718                                          | QS                                                |
| 8                                                 | 30                                                | Roger Caumo                                       | Brasilien                                         | 3:52.082                                          |                                                   |

| Heat 2 av 4 Datum: Tisdagen den 26 september 2000 | Heat 2 av 4 Datum: Tisdagen den 26 september 2000 | Heat 2 av 4 Datum: Tisdagen den 26 september 2000 | Heat 2 av 4 Datum: Tisdagen den 26 september 2000 | Heat 2 av 4 Datum: Tisdagen den 26 september 2000 | Heat 2 av 4 Datum: Tisdagen den 26 september 2000 |
| Placering                                         | Totalt                                            | Kanotist                                          | Nation                                            | Tid                                               | Kval                                              |
| ------------------------------------------------- | ------------------------------------------------- | ------------------------------------------------- | ------------------------------------------------- | ------------------------------------------------- | ------------------------------------------------- |
| 1                                                 | 4                                                 | Knut Holmann                                      | Norge                                             | 3:36.565                                          | QS                                                |
| 2                                                 | 9                                                 | Javier Correa                                     | Argentina                                         | 1:40.275                                          | QS                                                |
| 3                                                 | 12                                                | Rastislav Kužel                                   | Slovakien                                         | 3:38.893                                          | QS                                                |
| 4                                                 | 14                                                | Vladyslav Tereshchenko                            | Ukraina                                           | 3:39.517                                          | QS                                                |
| 5                                                 | 25                                                | Marian Babin                                      | Rumänien                                          | 3:45.127                                          | QS                                                |
| 6                                                 | 27                                                | Gary Mawer                                        | Irland                                            | 3:45.787                                          | QS                                                |
| 7                                                 | 28                                                | Nam Sung-Ho                                       | Sydkorea                                          | 3:46.669                                          |                                                   |
| 8                                                 | 31                                                | Nader Eivazi                                      | Iran                                              | 3:59.767                                          |                                                   |

| Heat 3 av 4 Datum: Tisdagen den 26 september 2000 | Heat 3 av 4 Datum: Tisdagen den 26 september 2000 | Heat 3 av 4 Datum: Tisdagen den 26 september 2000 | Heat 3 av 4 Datum: Tisdagen den 26 september 2000 | Heat 3 av 4 Datum: Tisdagen den 26 september 2000 | Heat 3 av 4 Datum: Tisdagen den 26 september 2000 |
| Placering                                         | Totalt                                            | Kanotist                                          | Nation                                            | Tid                                               | Kval                                              |
| ------------------------------------------------- | ------------------------------------------------- | ------------------------------------------------- | ------------------------------------------------- | ------------------------------------------------- | ------------------------------------------------- |
| 1                                                 | 2                                                 | Torsten Tranum                                    | Danmark                                           | 3:35.841                                          | QS                                                |
| 2                                                 | 5                                                 | Pierre Lubac                                      | Frankrike                                         | 3:36.573                                          | QS                                                |
| 3                                                 | 7                                                 | Tim Brabants                                      | Storbritannien                                    | 3:36.903                                          | QS                                                |
| 4                                                 | 17                                                | Clint Robinson                                    | Australien                                        | 3:40.197                                          | QS                                                |
| 5                                                 | 20                                                | Vladimir Grushikhin                               | Armenien                                          | 3:40.623                                          | QS                                                |
| 6                                                 | 23                                                | Rafał Głażewski                                   | Polen                                             | 3:43.227                                          | QS                                                |
| 7                                                 | 26                                                | Adrian Bachmann                                   | Schweiz                                           | 3:45.705                                          | QS                                                |
| 8                                                 | 29                                                | Mihai Apostol                                     | Kanada                                            | 3:47.679                                          |                                                   |

| Heat 4 av 4 Datum: Tisdagen den 26 september 2000 | Heat 4 av 4 Datum: Tisdagen den 26 september 2000 | Heat 4 av 4 Datum: Tisdagen den 26 september 2000 | Heat 4 av 4 Datum: Tisdagen den 26 september 2000 | Heat 4 av 4 Datum: Tisdagen den 26 september 2000 | Heat 4 av 4 Datum: Tisdagen den 26 september 2000 |
| Placering                                         | Totalt                                            | Kanotist                                          | Nation                                            | Tid                                               | Kval                                              |
| ------------------------------------------------- | ------------------------------------------------- | ------------------------------------------------- | ------------------------------------------------- | ------------------------------------------------- | ------------------------------------------------- |
| 1                                                 | 1                                                 | Michael Kolganov                                  | Israel                                            | 3:35.487                                          | QS                                                |
| 2                                                 | 6                                                 | Emilio Merchán                                    | Spanien                                           | 3:36.591                                          | QS                                                |
| 3                                                 | 8                                                 | Bob Maesen                                        | Belgien                                           | 3:37.587                                          | QS                                                |
| 4                                                 | 15                                                | Alan van Coller                                   | Sydafrika                                         | 3:39.573                                          | QS                                                |
| 5                                                 | 19                                                | Hain Helde                                        | Estland                                           | 3:40.407                                          | QS                                                |
| 6                                                 | 21                                                | Radek Záruba                                      | Tjeckien                                          | 3:40.731                                          | QS                                                |
| 7                                                 | 22                                                | Sergey Sergin                                     | Kazakstan                                         | 3:42.675                                          | QS                                                |

Totala resultat heat
| Heat Totala resultat | Heat Totala resultat   | Heat Totala resultat | Heat Totala resultat | Heat Totala resultat | Heat Totala resultat | Heat Totala resultat |
| Placering            | Kanotist               | Nation               | Heat                 | Placering            | Tid                  | Kval                 |
| -------------------- | ---------------------- | -------------------- | -------------------- | -------------------- | -------------------- | -------------------- |
| 1                    | Michael Kolganov       | Israel               | 4                    | 1                    | 3:35.487             | QS                   |
| 2                    | Torsten Tranum         | Danmark              | 3                    | 1                    | 3:35.841             | QS                   |
| 3                    | Lutz Liwowski          | Tyskland             | 1                    | 1                    | 3:36.404             | QS                   |
| 4                    | Knut Holmann           | Norge                | 2                    | 1                    | 3:36.565             | QS                   |
| 5                    | Pierre Lubac           | Frankrike            | 3                    | 2                    | 3:36.573             | QS                   |
| 6                    | Emilio Merchán         | Spanien              | 4                    | 2                    | 3:36.591             | QS                   |
| 7                    | Tim Brabants           | Storbritannien       | 3                    | 3                    | 3:36.903             | QS                   |
| 8                    | Bob Maesen             | Belgien              | 4                    | 3                    | 3:37.587             | QS                   |
| 9                    | Javier Correa          | Argentina            | 2                    | 2                    | 3:37.849             | QS                   |
| 10                   | Roland Kökény          | Ungern               | 1                    | 2                    | 3:38.066             | QS                   |
| 11                   | Petar Merkov           | Bulgarien            | 1                    | 3                    | 3:38.234             | QS                   |
| 12                   | Rastislav Kužel        | Slovakien            | 2                    | 3                    | 3:38.893             | QS                   |
| 13                   | Jacopo Majochi         | Italien              | 1                    | 4                    | 3:39.176             | QS                   |
| 14                   | Vladyslav Tereshchenko | Ukraina              | 2                    | 4                    | 3:39.517             | QS                   |
| 15                   | Alan van Coller        | Sydafrika            | 4                    | 4                    | 3:39.573             | QS                   |
| 16                   | Johan Eriksson         | Sverige              | 1                    | 5                    | 3:40.190             | QS                   |
| 17                   | Clint Robinson         | Australien           | 3                    | 4                    | 3:40.197             | QS                   |
| 18                   | Vaidas Mizeras         | Litauen              | 1                    | 6                    | 3:40.202             | QS                   |
| 19                   | Hain Helde             | Estland              | 4                    | 5                    | 3:40.407             | QS                   |
| 20                   | Vladimir Grushikhin    | Armenien             | 3                    | 5                    | 3:40.623             | QS                   |
| 21                   | Radek Záruba           | Tjeckien             | 4                    | 6                    | 3:40.731             | QS                   |
| 22                   | Sergey Sergin          | Kazakstan            | 4                    | 7                    | 3:42.675             | QS                   |
| 23                   | Rafał Głażewski        | Polen                | 3                    | 6                    | 3:43.227             | QS                   |
| 24                   | Anton Ryakhov          | Uzbekistan           | 1                    | 7                    | 3:43.718             | QS                   |
| 25                   | Marian Babin           | Rumänien             | 2                    | 5                    | 3:45.127             | QS                   |
| 26                   | Adrian Bachmann        | Schweiz              | 3                    | 7                    | 3:45.705             | QS                   |
| 27                   | Gary Mawer             | Irland               | 2                    | 6                    | 3:45.787             | QS                   |
| 28                   | Nam Sung-Ho            | Sydkorea             | 2                    | 7                    | 3:46.669             |                      |
| 29                   | Mihai Apostol          | Kanada               | 3                    | 8                    | 3:47.679             |                      |
| 30                   | Roger Caumo            | Brasilien            | 1                    | 8                    | 3:52.082             |                      |
| 31                   | Nader Eivazi           | Iran                 | 2                    | 8                    | 3:59.767             |                      |

### Semifinaler
| Heat 1 av 3 Datum: Torsdagen den 28 september 2000 | Heat 1 av 3 Datum: Torsdagen den 28 september 2000 | Heat 1 av 3 Datum: Torsdagen den 28 september 2000 | Heat 1 av 3 Datum: Torsdagen den 28 september 2000 | Heat 1 av 3 Datum: Torsdagen den 28 september 2000 | Heat 1 av 3 Datum: Torsdagen den 28 september 2000 |
| Placering                                          | Totalt                                             | Kanotist                                           | Nation                                             | Tid                                                | Kval                                               |
| -------------------------------------------------- | -------------------------------------------------- | -------------------------------------------------- | -------------------------------------------------- | -------------------------------------------------- | -------------------------------------------------- |
| 1                                                  | 1                                                  | Knut Holmann                                       | Norge                                              | 3:36.425                                           | QF                                                 |
| 2                                                  | 2                                                  | Tim Brabants                                       | Storbritannien                                     | 3:37.425                                           | QF                                                 |
| 3                                                  | 3                                                  | Michael Kolganov                                   | Israel                                             | 3:37.439                                           | QF                                                 |
| 4                                                  | 9                                                  | Roland Kökény                                      | Ungern                                             | 3:39.455                                           |                                                    |
| 5                                                  | 11                                                 | Clint Robinson                                     | Australien                                         | 3:40.745                                           |                                                    |
| 6                                                  | 14                                                 | Vaidas Mizeras                                     | Litauen                                            | 3:41.969                                           |                                                    |
| 7                                                  | 18                                                 | Hain Helde                                         | Estland                                            | 3:43.499                                           |                                                    |
| 8                                                  | 25                                                 | Sergey Sergin                                      | Kazakstan                                          | 3:47.633                                           |                                                    |
| 9                                                  | 26                                                 | Gary Mawer                                         | Irland                                             | 3:50.363                                           |                                                    |

| Heat 2 av 3 Datum: Torsdagen den 28 september 2000 | Heat 2 av 3 Datum: Torsdagen den 28 september 2000 | Heat 2 av 3 Datum: Torsdagen den 28 september 2000 | Heat 2 av 3 Datum: Torsdagen den 28 september 2000 | Heat 2 av 3 Datum: Torsdagen den 28 september 2000 | Heat 2 av 3 Datum: Torsdagen den 28 september 2000 |
| Placering                                          | Totalt                                             | Kanotist                                           | Nation                                             | Tid                                                | Kval                                               |
| -------------------------------------------------- | -------------------------------------------------- | -------------------------------------------------- | -------------------------------------------------- | -------------------------------------------------- | -------------------------------------------------- |
| 1                                                  | 6                                                  | Petar Merkov                                       | Bulgarien                                          | 3:38.217                                           | QF                                                 |
| 2                                                  | 7                                                  | Torsten Tranum                                     | Danmark                                            | 3:38.865                                           | QF                                                 |
| 3                                                  | 10                                                 | Emilio Merchán                                     | Spanien                                            | 3:40.263                                           | QF                                                 |
| 4                                                  | 13                                                 | Alan van Coller                                    | Sydafrika                                          | 3:41.727                                           |                                                    |
| 5                                                  | 16                                                 | Rastislav Kužel                                    | Slovakien                                          | 3:43.203                                           |                                                    |
| 6                                                  | 17                                                 | Anders Svensson                                    | Sverige                                            | 3:43.359                                           |                                                    |
| 7                                                  | 19                                                 | Anton Ryakhov                                      | Uzbekistan                                         | 3:44.109                                           |                                                    |
| 8                                                  | 21                                                 | Rafał Głażewski                                    | Polen                                              | 3:46.761                                           |                                                    |
| 9                                                  | 22                                                 | Vladyslav Tereshchenko                             | Ukraina                                            | 3:46.833                                           |                                                    |

| Heat 3 av 3 Datum: Torsdagen den 28 september 2000 | Heat 3 av 3 Datum: Torsdagen den 28 september 2000 | Heat 3 av 3 Datum: Torsdagen den 28 september 2000 | Heat 3 av 3 Datum: Torsdagen den 28 september 2000 | Heat 3 av 3 Datum: Torsdagen den 28 september 2000 | Heat 3 av 3 Datum: Torsdagen den 28 september 2000 |
| Placering                                          | Totalt                                             | Kanotist                                           | Nation                                             | Tid                                                | Kval                                               |
| -------------------------------------------------- | -------------------------------------------------- | -------------------------------------------------- | -------------------------------------------------- | -------------------------------------------------- | -------------------------------------------------- |
| 1                                                  | 4                                                  | Javier Correa                                      | Argentina                                          | 3:37.975                                           | QF                                                 |
| 2                                                  | 5                                                  | Pierre Lubac                                       | Frankrike                                          | 3:38.155                                           | QF                                                 |
| 3                                                  | 8                                                  | Jacopo Majochi                                     | Italien                                            | 3:39.157                                           | QF                                                 |
| 4                                                  | 12                                                 | Vladimir Grushikhin                                | Armenien                                           | 3:41.143                                           |                                                    |
| 5                                                  | 15                                                 | Bob Maesen                                         | Belgien                                            | 3:43.147                                           |                                                    |
| 6                                                  | 20                                                 | Radek Záruba                                       | Tjeckien                                           | 3:44.347                                           |                                                    |
| 7                                                  | 23                                                 | Marian Babin                                       | Rumänien                                           | 3:47.215                                           |                                                    |
| 8                                                  | 24                                                 | Adrian Bachmann                                    | Schweiz                                            | 3:47.479                                           |                                                    |
|                                                    |                                                    | Lutz Liwowski                                      | Tyskland                                           | DISQ                                               |                                                    |

Totala resultat semifinaler
| Semifinaler Totala resultat | Semifinaler Totala resultat | Semifinaler Totala resultat | Semifinaler Totala resultat | Semifinaler Totala resultat | Semifinaler Totala resultat | Semifinaler Totala resultat |
| Placering                   | Kanotist                    | Nation                      | Heat                        | Placering                   | Tid                         | Kval                        |
| --------------------------- | --------------------------- | --------------------------- | --------------------------- | --------------------------- | --------------------------- | --------------------------- |
| 1                           | Knut Holmann                | Norge                       | 1                           | 1                           | 3:36.425                    | QF                          |
| 2                           | Tim Brabants                | Storbritannien              | 1                           | 2                           | 3:37.425                    | QF                          |
| 3                           | Michael Kolganov            | Israel                      | 1                           | 3                           | 3:37.439                    | QF                          |
| 4                           | Javier Correa               | Argentina                   | 3                           | 1                           | 3:37.975                    | QF                          |
| 5                           | Pierre Lubac                | Frankrike                   | 3                           | 2                           | 3:38.155                    | QF                          |
| 6                           | Petar Merkov                | Bulgarien                   | 2                           | 1                           | 3:38.217                    | QF                          |
| 7                           | Torsten Tranum              | Danmark                     | 2                           | 2                           | 3:38.865                    | QF                          |
| 8                           | Jacopo Majochi              | Italien                     | 3                           | 3                           | 3:39.157                    | QF                          |
| 9                           | Roland Kökény               | Ungern                      | 1                           | 4                           | 3:39.455                    |                             |
| 10                          | Emilio Merchán              | Spanien                     | 2                           | 3                           | 3:40.263                    | QF                          |
| 11                          | Clint Robinson              | Australien                  | 1                           | 5                           | 3:40.745                    |                             |
| 12                          | Vladimir Grushikhin         | Armenien                    | 3                           | 4                           | 3:41.143                    |                             |
| 13                          | Alan van Coller             | Sydafrika                   | 2                           | 4                           | 3:41.727                    |                             |
| 14                          | Vaidas Mizeras              | Litauen                     | 1                           | 6                           | 3:41.969                    |                             |
| 15                          | Bob Maesen                  | Belgien                     | 3                           | 5                           | 3:43.147                    |                             |
| 16                          | Rastislav Kužel             | Slovakien                   | 3                           | 5                           | 3:43.203                    |                             |
| 17                          | Johan Eriksson              | Sverige                     | 2                           | 6                           | 3:43.359                    |                             |
| 18                          | Hain Helde                  | Estland                     | 1                           | 7                           | 3:43.499                    |                             |
| 19                          | Anton Ryakhov               | Uzbekistan                  | 2                           | 7                           | 3:44.109                    |                             |
| 20                          | Radek Záruba                | Tjeckien                    | 3                           | 6                           | 3:44.347                    |                             |
| 21                          | Rafał Głażewski             | Polen                       | 2                           | 8                           | 3:46.761                    |                             |
| 22                          | Vladyslav Tereshchenko      | Ukraina                     | 2                           | 9                           | 3:46.833                    |                             |
| 23                          | Marian Babin                | Rumänien                    | 3                           | 7                           | 3:47.215                    |                             |
| 24                          | Adrian Bachmann             | Schweiz                     | 1                           | 8                           | 3:47.479                    |                             |
| 25                          | Sergey Sergin               | Kazakstan                   | 1                           | 8                           | 3:47.633                    |                             |
| 26                          | Gary Mawer                  | Irland                      | 1                           | 9                           | 3:50.363                    |                             |
| 27                          | Lutz Liwowski               | Tyskland                    | 3                           |                             | DISQ                        |                             |

### Final
| Final Datum: Lördagen den 30 september 2000 | Final Datum: Lördagen den 30 september 2000 | Final Datum: Lördagen den 30 september 2000 | Final Datum: Lördagen den 30 september 2000 |
| Placering                                   | Kanotist                                    | Nation                                      | Tid                                         |
| ------------------------------------------- | ------------------------------------------- | ------------------------------------------- | ------------------------------------------- |
| 1                                           | Knut Holmann                                | Norge                                       | 3:33.269                                    |
| 2                                           | Petar Merkov                                | Bulgarien                                   | 3:34.649                                    |
| 3                                           | Tim Brabants                                | Storbritannien                              | 3:35.057                                    |
| 4                                           | Michael Kolganov                            | Israel                                      | 3:35.099                                    |
| 5                                           | Javier Correa                               | Argentina                                   | 3:35.687                                    |
| 6                                           | Torsten Tranum                              | Danmark                                     | 3:37.811                                    |
| 7                                           | Pierre Lubac                                | Frankrike                                   | 3:37.931                                    |
| 8                                           | Jacopo Majochi                              | Italien                                     | 3:38.105                                    |
| 9                                           | Emilio Merchán                              | Spanien                                     | 3:39.965                                    |